# Sextius Michel
Sextius Michel (1825 - 1906) est un ancien maire du 15e arrondissement de Paris et un écrivain provençal de langue d'oc (provençale) et félibre.

## Biographie
Originaire de Sénas, bourg des Bouches-du-Rhône (13), Sextius Michel y naquit le 16 octobre 1825.
Après ses études au collège d'Aix, il se rend à Paris où il publie ses premières poésies: Galerie de l'amour et Galerie de la Gloire. Mais comme la fortune ne vînt pas, il fonda dans le quartier de Grenelle, qu'il ne quitta plus, un établissement d'instruction secondaire qu'il dirigea jusqu'en 1888.
Élu adjoint au maire du 15e arrondissement de Paris en novembre 1870, il se chargea de la distribution des bons de la mairie aux plus pauvres pendant la guerre de 1870. Nommé maire le 7 juillet 1871, il conserva son poste jusqu'en 1906.
Il a également cofondé et animé la Société des félibres de Paris. On lui doit ainsi des Souvenirs sur le Félibrige parisien, ainsi qu'un recueil de notes et de documents, devenu une référence sur les félibres de Sceaux, intitulé La Petite Patrie. En 1891, il est élu majoral du Félibrige. Il est rédacteur de Lou Viro-Soulèu et de la Revue félibréenne[réf. nécessaire].
Dans un autre domaine, Sextius Michel est aussi connu pour ses poésies provençales, inspirées de sa terre natale, Le long du Rhône et de la mer, publiées en 1892.
Il meurt le 25 mars 1906 à Paris et eut droit à des funérailles officielles, puisqu'un piquet d'infanterie ainsi qu'une foule importante seront présents, signe de l'attachement profond que ses administrés lui portaient, notamment pour le dévouement et l'esprit d'initiative dont il fit preuve pendant presque 35 ans.

## Posthume
Une rue du 15e arrondissement de Paris porte son nom : la rue Sextius-Michel.

## Représentation
Sextius Michel avec ses enfants de l'orphelinat maçonnique, caricature de Demarre.